# Stampersgat
Stampersgat es una localidad del municipio de Halderberge, Países Bajos.

## Historia
Anteriormente, junto con Gastel formaba parte del municipio llamado Oud en Nieuw Gastel. Stampersgat está situado en el noroeste de la provincia de Brabante Septentrional, a orillas del río Mark, que al oeste de la aldea se convierte en Dintelhaven. 
Stampersgat es principalmente conocido como el lugar donde se fabrica el azúcar "Dinteloord". El azúcar formó junto con el azúcar de Roosendaal y Zevenbergen la Cooperativa Azúcar (VCS). Más tarde se fusionó esta cooperativa en la Unión azúcar. El azúcar no está dentro de la ciudad Hafizabad, pero en la ciudad Steenbergen, para el año 1997, esta fue la ciudad Dinteloord y Prinsenland. 
La silueta de Stampersgat se formó en el pasado por la torre de la iglesia (parroquia de los Mártires Gorkum) y la torre de agua. Actualmente, existen los altos silos de azúcar añadido. 

## Demografía
Según el último censo realizado en la ciudad poseía una población cercana a los 1.400 habitantes.

## Ciudades Hermanadas
- Cheltenham, Reino unido

- Datos: Q2888351
- Multimedia: Stampersgat / Q2888351